# Simberg
Der Simberg ist eine 527,7 m ü. NHN hohe Erhebung des Rothaargebirges. Sie liegt bei Burbach im nordrhein-westfälischen Kreis Siegen-Wittgenstein.

## Geographie

### Lage
Der im Südteil des Rothaargebirges im Gemeindegebiet von Burbach zwischen dem gleichnamigen Kernort im Südsüdwesten sowie den Burbacher Ortsteilen Wahlbach im Westsüdwesten, Gilsbach im Nordnordwesten und Würgendorf im Osten gelegene Simberg gehört zum Massiv der Kalteiche. Nach Nordosten leitet die Landschaft über die Hude (522 m) zum Holzholzer Kopf (542,9 m) und nach Südwesten direkt zum Simberg-Ausläufer Simrich (442,4 m) über. Am südöstlichen unteren Berghang liegt eine Deponie und die ehemalige Grube „Heinrichsburg“. Südlich vorbei am Simberg fließt etwa in West-Ost-Richtung die Heller, in die der nordwestlich der Erhebung verlaufende Gilsbach beim Dorf Wahlbach mündet. Auf der Simberg-Südwestflanke entspringt der dann westlich des Simbergs und nordöstlich des Simrichs fließende und 1,4 km lange Fisselbach, der westlich des Simbergs in den Gilsbach mündet; außerdem entspringt auf dem Südhang ein kleiner Heller-Zufluss.

### Naturräumliche Zuordnung
Der Simberg gehört in der naturräumlichen Haupteinheitengruppe Süderbergland (Nr. 33) in der Haupteinheit Rothaargebirge (mit Hochsauerland) (333) und in der Untereinheit Dill-Lahn-Eder-Quellgebiet (333.0) zum Naturraum Kalteiche (mit Haincher Höhe) (333.00), wobei sich direkt, besonders südlich und westlich, in der Haupteinheit Siegerland (331) und in der Untereinheit Hellerbergland (331.3) der Naturraum Mittleres Hellertal (331.31) anschließt.

## Verkehr
Zwischen dem Simberg und dem Simrich verläuft die dort auf maximal 441 m Höhe führende Landesstraße 723 als Verbindungsstraße von Gilsbach nach Burbach. Sie trifft südlich des Simbergs auf die L 531, die von Burbach nach Würgendorf führt. Die Erhebung selbst ist auf Waldwegen und Pfaden zu erreichen.